# ناصر گیتی‌جاه
ناصر گیتی‌جاه (۱ فروردین ۱۳۱۴ – ۲۰ فروردین ۱۳۹۳) بازیگر ایرانی بود. او برنده دیپلم افتخار بهترین بازیگر نقش مکمل مرد در سی‌امین جشنواره فیلم فجر بود.

## زندگی هنری

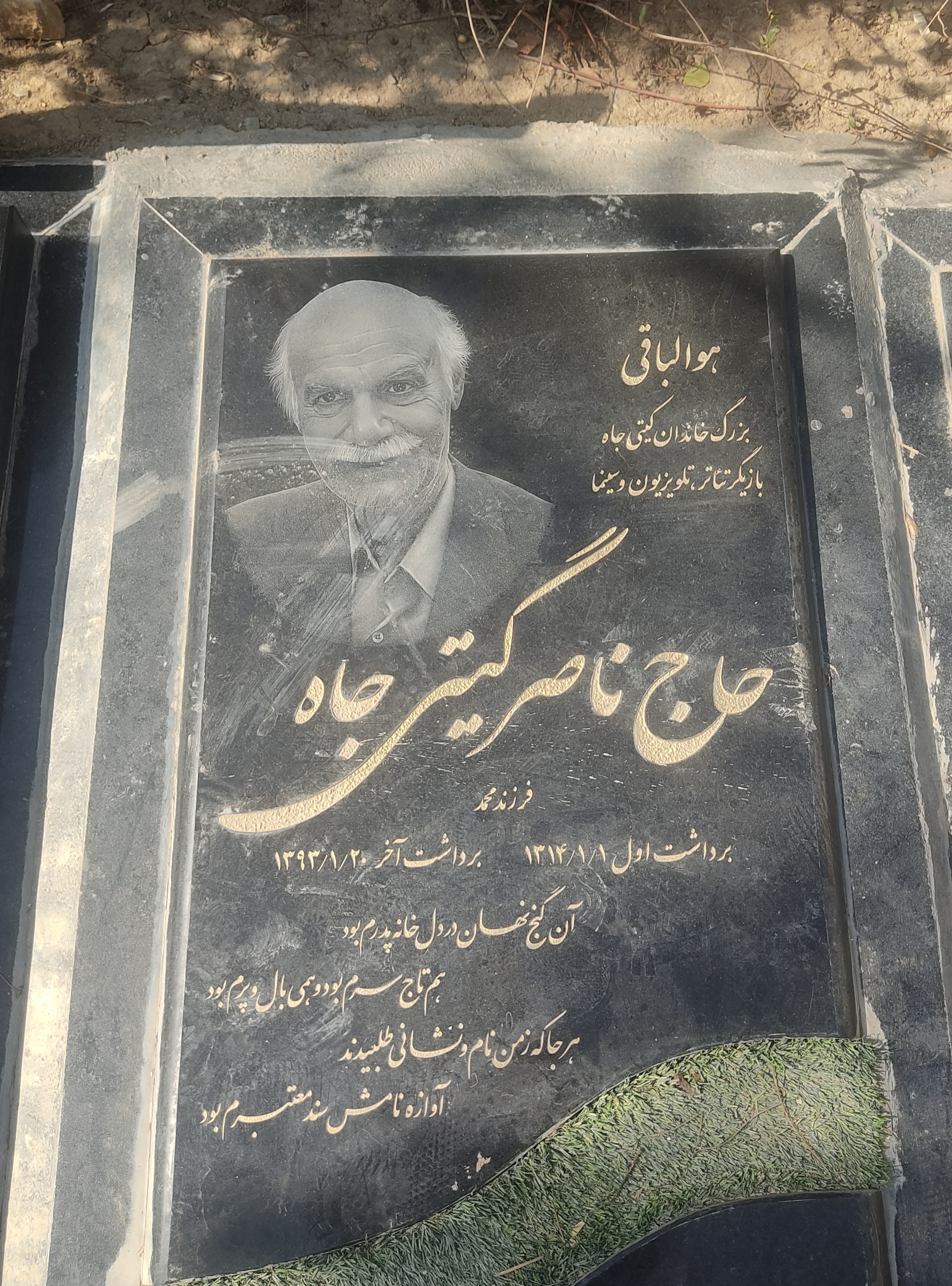
قبر ناصر گیتی‌جاه در قطعه هنرمندان بهشت زهرا

گیتی‌جاه دارای مدرک آموزش بازیگری زیر نظر رفیع حالتی، مهدی نامدار و اسماعیل مرتاش بود و سال ۱۳۳۷ با فعالیت در «جامعه باربد» و تلویزیون خصوصی و اجرای نمایش زنده، کار هنری‌اش را آغاز کرد.
از سال ۱۳۳۴ بازی در تئاتر را شروع کرد و از سال ۱۳۵۲ شروع به بازی در سینما کرد.
او اولین کسی بود که پس از انقلاب نقش محمدرضا شاه پهلوی را در سریال «طبل توخالی» بازی کرد و پس از آن در تله‌فیلم «سقوط» به کارگردانی محمدرضا ورزی بار دیگر این نقش را تکرار کرد.

## فیلم‌شناسی

### سینما
1. فرزند چهارم (۱۳۹۱)
2. جابه‌جا (۱۳۹۱)
3. خوابم می‌آد (۱۳۹۰)
4. گشت ارشاد (۱۳۹۰)
5. دو برادر (۱۳۸۹)
6. شب بی پایان (۱۳۷۸)
7. قافله (۱۳۷۱)
8. پنجاه و سه نفر (۱۳۶۸)
9. خواستگاری (۱۳۶۸)
10. مکافات (۱۳۶۶)
11. تنوره دیو (۱۳۶۴)
12. خط پایان (۱۳۶۴)
13. مدرک جرم (۱۳۶۴)
14. یوزپلنگ (۱۳۶۴)
15. راه دوم (۱۳۶۳)
16. میهمان (۱۳۵۵)
17. نقص فنی (۱۳۵۵)
18. مراد برقی و هفت دخترون (۱۳۵۳)
19. گدای میلیونر (۱۳۵۲)
20. شکار شوهر (۱۳۴۷)

### تلویزیون
| سال       | نام                       | نقش             | کارگردان                  | توضیحات                                                                                  |
| --------- | ------------------------- | --------------- | ------------------------- | ---------------------------------------------------------------------------------------- |
| ۱۳۹۱      | همه خانواده من            | بازیگر          | داریوش فرهنگ              | پخش در نوروز ۱۳۹۲                                                                        |
| ۱۳۹۱      | خداحافظ بچه               | بازیگر          | منوچهر هادی               | در رمضان ۱۳۹۱ از شبکه ۳ پخش شد.                                                          |
| ۱۳۸۹      | تله‌فیلم «بلور باران»      | بازیگر          | شاهد احمدلو               | شبکه ۳                                                                                   |
| ۱۳۸۸      | ستایش                     | در نقش (مش صفر) | سعید سلطانی               | شبکه ۳                                                                                   |
| ۱۳۸۸      | تله‌فیلم «مهمان بابا»      | بازیگر          | جواد مزدآبادی             | در عید فطر ۱۳۸۸ از شبکه ۵ پخش شد.                                                        |
| ۱۳۸۷      | مسافر زمان ۲              | بازیگر          | مسعود نوابی               |                                                                                          |
| ۱۳۸۷      | مأمور بدرقه               | بازیگر          | سعید سلطانی               | شبکه ۵                                                                                   |
| ۱۳۸۵–۱۳۸۶ | سال‌های برف و بنفشه        | بازیگر          | سعید سلطانی               | شبکه ۳                                                                                   |
| ۱۳۸۵–۱۳۸۶ | گلریزان                   | بازیگر          | مسعود رشیدی               | شبکه ۱                                                                                   |
| ۱۳۸۵–۱۳۸۶ | روزگار خوش حبیب آقا       | بازیگر          | مهدی مظلومی، سعید آقاخانی | در نوروز ۱۳۸۶ از شبکه ۱ پخش شد.                                                          |
| ۱۳۸۵      | من نه منم                 | بازیگر          | بهروز خلجی                | شبکه ۲                                                                                   |
| ۱۳۸۵      | مسافری از گرونگول         | بازیگر          | بهروز خلجی                |                                                                                          |
| ۱۳۸۴      | برای آخرین بار            | بازیگر          | اکبر منصور فلاح           | شبکه ۵                                                                                   |
| ۱۳۸۲      | کوچه اقاقیا               | بازیگر مهمان    | رضا عطاران                | شبکه پنج                                                                                 |
| ۱۳۸۱      | شبکه                      | بازیگر          | محمود عزیزی               | شبکه ۲                                                                                   |
| ۱۳۸۰      | ماجراهای سرابی            | بازیگر          | اسماعیل میهن‌دوست          |                                                                                          |
| ۱۳۸۰      | شب دهم                    | بازیگر          | حسن فتحی                  | شبکه ۱                                                                                   |
| ۱۳۸۰      | روزهای آرزو               | بازیگر          | شاهرخ حمیدی‌مقدم           |                                                                                          |
| ۱۳۷۹      | خانه ما                   | بازیگر          | مسعود کرامتی              | شبکه ۳                                                                                   |
| ۱۳۷۹      | وکیل محله                 | بازیگر          | اسماعیل میهن‌دوست          | شبکه ۱                                                                                   |
| ۱۳۷۹      | به‌همین سادگی              | بازیگر          | حامد عنقا، مهری ظریفی     | شبکه ۲                                                                                   |
| ۱۳۷۸–۱۳۷۹ | تله‌فیلم سقوط              | بازیگر          | محمدرضا ورزی              | تهیه شده برای سیمای آذری شبکه جهانی سحر                                                  |
| ۱۳۷۸      | پدرخوانده                 | بازیگر          | حمید قدکچیان              | شبکه پنج                                                                                 |
| ۱۳۷۶–۱۳۷۷ | فردا دیر است              | بازیگر          | حسن فتحی                  | شبکه ۳                                                                                   |
| ۱۳۷۷      | تولدی دیگر                | بازیگر          | داریوش فرهنگ              | شبکه پنج                                                                                 |
| ۱۳۷۷      | مادر                      | بازیگر          | عبدالرضا اکبری            | از برنامه «سیمای خانواده» شبکه ۱ پخش می‌شد.                                               |
| ۱۳۷۷      | قصه زندگی                 | بازیگر          | سیروس کاشانی نژاد         | بازی در اپیزود «یک هدیه برای عروس و داماد» از برنامه «سیمای خانواده» از شبکه ۱ پخش می‌شد. |
| ۱۳۷۶      | همه فرزندان من            | بازیگر          | محمد دستگردی              | شبکه ۱                                                                                   |
| ۱۳۷۶      | دنیای شاد                 | بازیگر          | حمید قدکچیان              |                                                                                          |
| ۱۳۷۵–۱۳۷۶ | تهران ۱۱–۵۹۵ ج ۴۸         | بازیگر          | مرضیه برومند              | شبکه پنج                                                                                 |
| ۱۳۷۴–۱۳۷۶ | پهلوانان نمی‌میرند         | بازیگر          | حسن فتحی                  | شبکه دو                                                                                  |
| ۱۳۷۵–۱۳۷۶ | ماجراهای آقا جمال         | بازیگر          | حمید اکرمی                | شبکه ۳                                                                                   |
| ۱۳۷۴–۱۳۷۵ | حقیقت در آینه             | بازیگر          | اسماعیل میهن‌دوست          | از برنامه «سیمای خانواده» پخش می‌شد.                                                      |
| ۱۳۷۴      | داستان یک زندگی           | بازیگر          | کامبیز دری                | از برنامه «سیمای خانواده» شبکه ۱ پخش می‌شد.                                               |
| ۱۳۷۴      | فراری                     | بازیگر          | ناصر محمدی                | هر روز ظهر در برنامه «سیمای خانواده» پخش می‌شد.                                           |
| ۱۳۷۴      | مرد قانون                 | بازیگر          | جهانگیر جهانگیری          | شبکه ۱                                                                                   |
| ۱۳۷۴      | آتیه                      | بازیگر          | رضا صفایی                 | شبکه ۱                                                                                   |
| ۱۳۷۳      | عاطفه                     | بازیگر          | حسن فتحی                  | کارگردان تلویزیونی: «محمود رضایی»                                                        |
| ۱۳۷۳      | اشتباه در اشتباه          | بازیگر          | جواد انصافی               |                                                                                          |
| ۱۳۷۰–۱۳۷۲ | مش خیرالله صندوقچه اسرار  | بازیگر          | داریوش مؤدبیان حسین فردرو | بازی در اپیزود «ماشالله پسر شمشیر»                                                       |
| ۱۳۷۱      | خانه بخت                  | بازیگر          | فریدون فرهودی             | در دهه فجر ۱۳۷۱ از شبکه ۲ پخش می‌شد.                                                      |
| ۱۳۷۱      | خاله سارا                 | بازیگر          | فرامرز باصری              | شبکه ۱                                                                                   |
| ۱۳۷۱      | تله‌فیلم «لبخند سبز پاییز» | بازیگر          | علی بیابانی               |                                                                                          |
| ۱۳۶۹      | در انتهای شب              | بازیگر          | منوچهر پوراحمد            | شبکه ۱                                                                                   |
| ۱۳۶۸      | ازدواج پر ماجرا           | بازیگر          | منوچهر پوراحمد            | در نوروز ۱۳۶۹ از شبکه ۱ پخش شد.                                                          |
| ۱۳۶۸      | چراغ خانه                 | بازیگر          | منوچهر پوراحمد            | شبکه ۱                                                                                   |
| ۱۳۶۷–۱۳۶۸ | تله‌فیلم پنجاه و سه نفر    | بازیگر          | یوسف سیدمهدوی             | در ۴ قسمت از شبکه ۱ پخش شد.                                                              |
| ۱۳۶۳      | ماجراهای آقای خموشیان     | بازیگر          | سیروس قهرمانی             | شبکه ۱                                                                                   |
| ۱۳۶۲      | طبل توخالی                | بازیگر          | احمد نجیب‌زاده             | در دهه فجر ۱۳۶۲ از شبکه ۱ پخش شد.                                                        |
| ۱۳۵۷      | عشق پیری                  | بازیگر          | جلال احساس                | کارگردان تلویزیونی: «فرانک دولتشاهی»                                                     |
| ۱۳۵۵      | مرد اول                   | بازیگر          | پرویز کاردان              |                                                                                          |
| ۱۳۵۵      | خانه بی‌زن                 | بازیگر          | پرویز کاردان              |                                                                                          |
| ۱۳۵۳      | تلخ و شیرین               | بازیگر          | منصور پورمند              | شبکه یک                                                                                  |
| ۱۳۵۲      | خانه‌به‌دوش                 | بازیگر          | پرویز کاردان              |                                                                                          |
| ۱۳۴۹      | داش پالکی                 | بازیگر          | سهراب اخوان               |                                                                                          |

### شبکه خانگی
| سال  | نام            | سمت    | کارگردان      | توضیحات           |
| ---- | -------------- | ------ | ------------- | ----------------- |
| ۱۳۹۳ | پشت درهای بسته | بازیگر | مسعود رشیدی   |                   |
| ۱۳۸۹ | با من شوخی نکن | بازیگر | محسن منشی‌زاده | پخش در شبکه خانگی |